# Егорян, Эдуард Шмавонович
Эдуард Шмавонович Егоря́н (арм. Էդուարդ Եգորյան, 5 ноября 1953, Ереван — 10 июля 1999, Ереван) — бывший депутат парламента Армении.
- 1970—1975 — физический факультет Ереванского государственного университета. Физик.
- 1975—1979 — учился в аспирантуре института математики имени Стеклова АН РФ. Кандидат физико-математических наук.
- 1979—1990 — старший научный сотрудник в Ереванском институте физики.
- 1990—1995 — депутат Верховного совета Армянской ССР. Председатель постоянной комиссии по восстановлению независимой государственности и национальной политики. Руководитель фракции «АОД».
- 1995—1999 — депутат парламента. Член постоянной комиссии по государственно-правовым вопросам. Член партии «АОД».
- 5 ноября 2003 — в Национальной академии наук Армении было организовано торжество по случаю 50-летия, прошла также презентация его книги «Защитите наш завтрашний день».